# Billesdon
Billesdon est une paroisse civile et un village du Leicestershire, en Angleterre.